# Михалківська сільська рада
Миха́лківська сільська́ ра́да — адміністративно-територіальна одиниця та орган місцевого самоврядування в Сокирянському районі Чернівецької області. Адміністративний центр — село Михалкове .

## Загальні відомості
- Населення ради: 2 381 особа (станом на 2001 рік)

## Населені пункти
Сільській раді підпорядковані населені пункти:
- с. Михалкове
- с. Галиця
- с. Непоротове

## Склад ради
Рада складається з 14 депутатів та голови.
- Голова ради: Шустовський Олександр Миколайович
- Секретар ради: Олійник Тетяна Василівна

### Керівний склад попередніх скликань
| Прізвище, ім'я, по батькові       | Основні відомості                                                               | Дата обрання | Дата звільнення |
| --------------------------------- | ------------------------------------------------------------------------------- | ------------ | --------------- |
| Нараєвська Наталя Миколаївна      | Сільський голова, 1968 року народження                                          | 26.03.2006   | 31.10.2010      |
| Бужак Іван Миколайович            | Сільський голова, 1963 року народження, освіта вища, безпартійний               | 31.10.2010   | 08.02.2014      |
| Кумань Леонід Васильович          | Сільський голова, 1977 року народження, освіта вища, безпартійний               | 25.05.2014   | 24.11.2015      |
| Шустовський Олександр Миколайович | Сільський голова, 1987 року народження, освіта середня спеціальна, безпартійний | 24.11.2015   |                 |

Примітка: таблиця складена за даними сайту Верховної Ради України

### Депутати
За результатами місцевих виборів 2010 року депутатами ради стали:

#### За суб'єктами висування
| Суб'єкт висування                                       | Кількість обраних депутатів | %    |
| ------------------------------------------------------- | --------------------------- | ---- |
| Самовисування                                           | 11                          | 68,8 |
| Політична партія Всеукраїнське об'єднання «Батьківщина» | 3                           | 18,8 |
| Партія регіонів                                         | 2                           | 12,5 |

#### За округами
| № округу                                                | Прізвище, ім'я, по батькові | Дата визнання обраним | Освіта             | Партійна приналежність                        | Відомості про обраного депутата                                           |
| ------------------------------------------------------- | --------------------------- | --------------------- | ------------------ | --------------------------------------------- | ------------------------------------------------------------------------- |
| Партія регіонів                                         |                             |                       |                    |                                               |                                                                           |
| 8                                                       | Вишиваний Михайло Іванович  | 05.11.2010            | вища               | член Партії регіонів                          | УДАІУМВС України в Чернівець-кій області, начальник відділу кадрів        |
| 14                                                      | Чеботар Сергій Сергійович   | 05.11.2010            | вища               | член Партії регіонів                          | УДАІ УМВС України в Чернівецькій області, заступник начальника ВРЕР       |
| Політична партія Всеукраїнське об'єднання «Батьківщина» |                             |                       |                    |                                               |                                                                           |
| 2                                                       | Жук Наталя Василівна        | 05.11.2010            | вища               | позапартійна                                  | Михалківська загальноосвітня школа І-ІІІ ст., вчитель                     |
| 4                                                       | Малютяк Тамара Василівна    | 05.11.2010            | середня спеціальна | член Всеукраїнського об'єднання «Батьківщина» | Сокирянська ЦРЛ, медична сестра                                           |
| 5                                                       | Мартинюк Оксана Миколаївна  | 05.11.2010            | середня спеціальна | позапартійна                                  | фельдшерсько-акушерський пункт с. Галиця, завідувачка                     |
| Самовисування                                           |                             |                       |                    |                                               |                                                                           |
| 1                                                       | Олійник Тетяна Василівна    | 05.11.2010            | вища               | позапартійна                                  | Михалківська загальноосвітня школа І-ІІІ ст., вчитель                     |
| 3                                                       | Петришен Сергій Миколайович | 05.11.2010            | вища               | позапартійний                                 | Відділ Держкомзему в Сокирянському районі, завідувач сектору              |
| 6                                                       | Жук Людмила Вікторівна      | 05.11.2010            | вища               | член Всеукраїнського об'єднання «Батьківщина» | ДНЗ «Яринка», завідувачка                                                 |
| 7                                                       | Скрипник Юрій Аксентійович  | 05.11.2010            | середня спеціальна | позапартійний                                 | ВАТ «Київметробуд», електрослюсар                                         |
| 9                                                       | Гончар Сергій Миколайович   | 05.11.2010            | середня            | позапартійний                                 | тимчасово не працює                                                       |
| 10                                                      | Гуйчук Іван Васильович      | 05.11.2010            | середня спеціальна | позапартійний                                 | пенсіонер                                                                 |
| 11                                                      | Гончар Людмила Михайлівна   | 05.11.2010            | середня спеціальна | позапартійна                                  | Відділення зв'язку с. Михалкове, начальник відділення                     |
| 12                                                      | Багрій Людмила Миколаївна   | 05.11.2010            | середня спеціальна | позапартійна                                  | Михалківська амбулаторія загальної практики — сімейної медицини, акушерка |
| 13                                                      | Трач Мальвіна Миколаївна    | 05.11.2010            | вища               | позапартійна                                  | Михалківсь-ка сільська рада, секретар сільської ради                      |
| 15                                                      | Трач Людмила Миколаївна     | 05.11.2010            | середня спеціальна | позапартійна                                  | приватний підприємець                                                     |
| 16                                                      | Чуплий Іван Петрович        | 05.11.2010            | середня            | позапартійний                                 | тимчасово не працює                                                       |